# Fenêtres sur New York
Pour les articles homonymes, voir Windows (homonymie).
Pour plus de détails, voir Fiche technique et Distribution.
Fenêtres sur New York (Windows) est un film américain sorti en 1980. C'est la seule réalisation du directeur de la photographie Gordon Willis.

## Synopsis
Emily Hollander (Talia Shire) est victime d'un harcèlement sexuel lesbien par Andrea Glassen (Elizabeth Ashley), sa voisine de palier. Quand Emily fait la rencontre du détective Bob Luffrono (Joseph Cortese), Andrea, prise d'une jalousie maladive, se met à l'espionner à travers sa fenêtre.
Le film a fait l'objet de nombreuses critiques de la part d'associations pour les droits des homosexuels qui l'accusaient de donner une vision stéréotypée du lesbianisme et d'encourager l'homophobie.

## Fiche technique
- Titre français : Fenêtres sur New York[1],[2]
- Titre original : Windows
- Réalisation : Gordon Willis
- Scénario : Barry Siegel
- Production : Mike Lobell
- Musique : Ennio Morricone
- Photographie : Gordon Willis
- Montage : Barry Malkin
- Décors : Mel Bourne (en)
- Costumes : Clifford Capone
- Pays de production :  États-Unis
- Format : Couleurs (DeLuxe) - Stéréo - 35 mm
- Durée : 96 minutes
- Date de sortie : 
  - États-Unis : 18 janvier 1980
  - France : 24 septembre 1980[1]

## Distribution
- Talia Shire (VF : Béatrice Delfe) : Emily Hollander
- Joseph Cortese : Bob Luffrono
- Elizabeth Ashley : Andrea Glassen
- Kay Medford : Ida Marx
- Michael Gorrin : Sam Marx
- Russell Horton : Steven Hollander
- Michael Lipton : Dr. Marin
- Rick Petrucelli : Obecny
- Ron Ryan : L'inspecteur Swid
- Linda Gillen : L'agent de police
- Tony DiBenedetto